# Jekaterina Sergejewna Maximowa

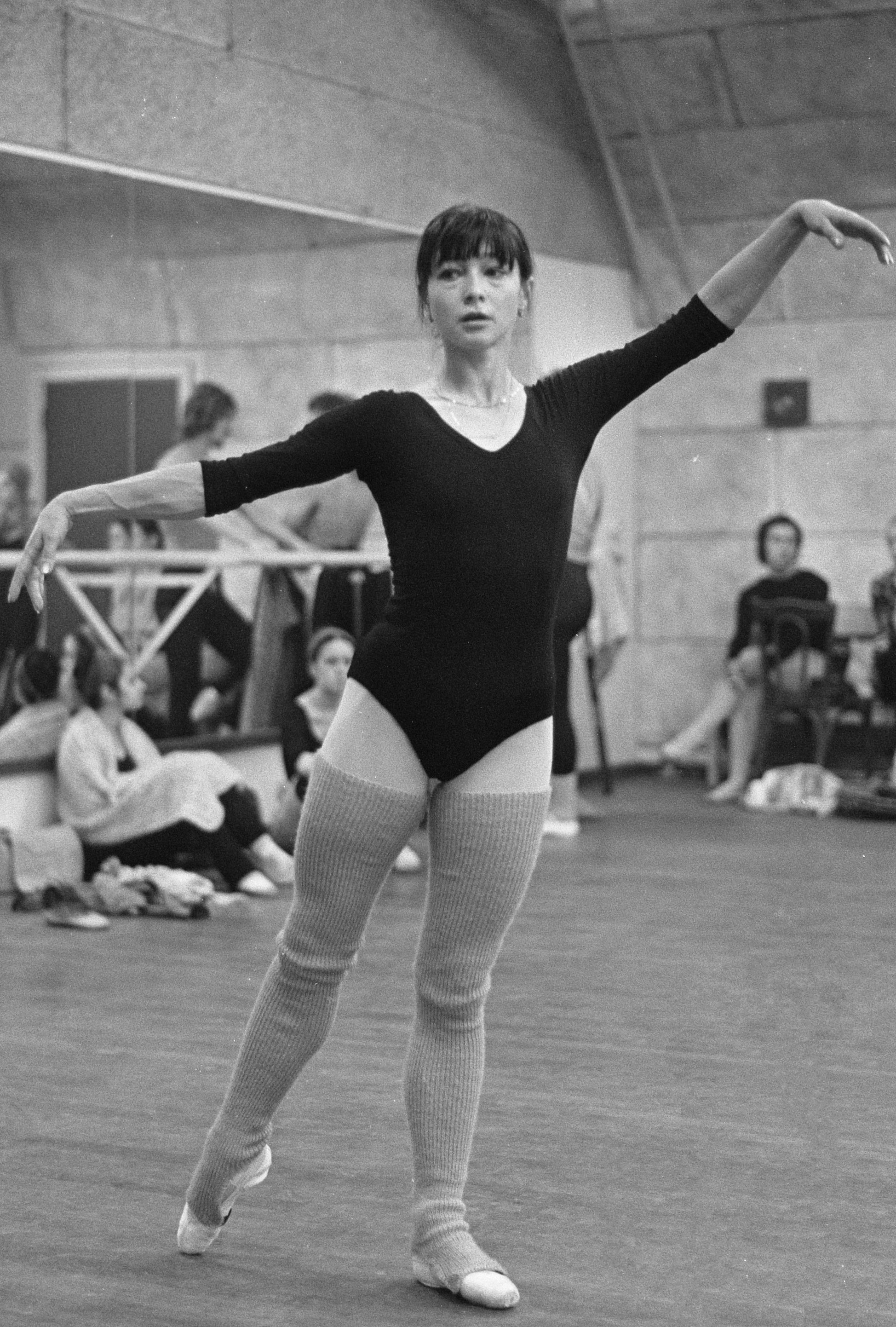
Jekaterina Sergejewna Maximowa (1972)

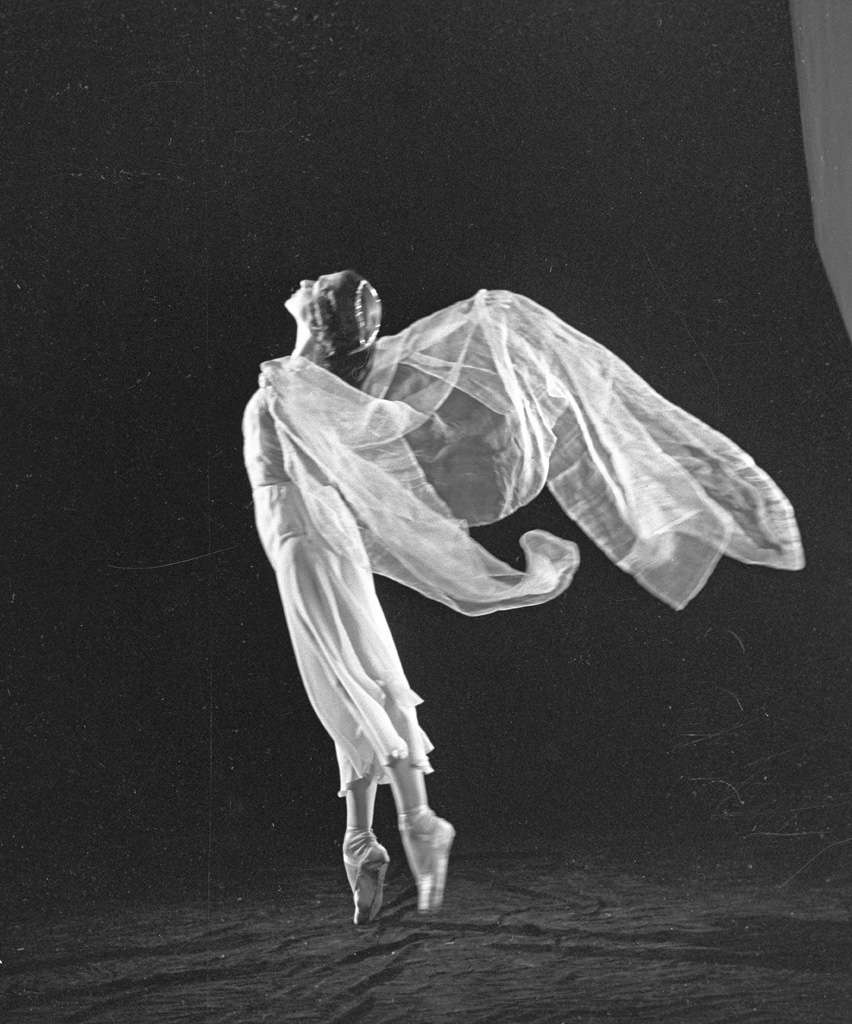
Maximowa (Moskau, 1963)

Jekaterina Sergejewna Maximowa (russisch Екатерина Сергеевна Максимова; * 1. Februar 1939 in Moskau; † 28. April 2009 ebenda) war eine russische Balletttänzerin.
Jekaterina Maximowa war von 1958 bis 1988 Star am Moskauer Bolschoi-Theater. Sie war 50 Jahre lang mit dem Tänzer Wladimir Wassiljew verheiratet. Sie waren das Traumpaar des russischen Balletts im In- und Ausland.
Ihre Paraderolle war das Klärchen, im russischen Original Mascha, in Peter Tschaikowskis „Nussknacker“. Weltweite Erfolge feierte sie als Giselle im gleichnamigen Ballett Adolphe Adams, als Wirtstochter Kitri in Léon Minkus „Don Quichotte“, als Schwanenprinzessin Odette und Odilie in Tschaikowskis „Schwanensee“, als Cinderella (Aschenbrödel) im gleichnamigen Ballett Sergei Prokofjews und Julia in Prokofjews „Romeo und Julia“.
Ihren letzten Auftritt auf der Bolschoi-Bühne hatte sie am 1. Februar 1999, ihrem 60. Geburtstag, in Michael Clarks Miniballett „Die Gärten von Villandry“ zu Musik von Franz Schubert.
Sie wurde 1981 mit dem Staatspreis der UdSSR ausgezeichnet; 1973 wurde sie als Volkskünstler der UdSSR geehrt.
Der am 29. September 1981 entdeckte Asteroid (4145) Maximova wurde 1994 nach ihr benannt.